# Vihara
 (mai 2021).
Vihāra, terme sanskrit et pali (विहार) — littéralement « demeure  » — désigne un lieu d'hébergement pour les moines et les nonnes bouddhistes que l'on peut qualifier de couvent ou de monastère. En dehors du contexte bouddhiste, le mot peut aussi désigner un lieu d'agrément ou une promenade.
Il s'agit à l’origine d'un refuge utilisé comme résidence fixe durant la saison des pluies (vassa ou varṣaḥ) par les premiers moines bouddhistes.

## Origines
L'apparition du vihara est lié à la retraite que pratiquait le Bouddha Shakyamuni durant la période des pluies, retraite rendue nécessaire par la violence de la mousson. Il s'agissait donc de trouver refuge dans un endroit protégé durant quelques mois, avant que la communauté monastique puisse reprendre sa vie d'errance. Cet arrêt était aussi lié au risque de tuer des insectes et des vers de terre sur les chemins rendus complètement boueux.
Les résidences établies durant cette saison étaient d'ailleurs appelées varṣaḥvasa, « demeure des pluies », et ce sont sans doute les règles nécessaires à la vie dans un endroit permanent qui sont à l'origine des monastères fixes. Selon les codes monastiques (vinaya), une fois que la sangha a accepté le don d'un vihara, celui-ci ne peut plus lui être repris, et il reste donc propriété définitive de l'ordre monastique.

## Organisation et évolution

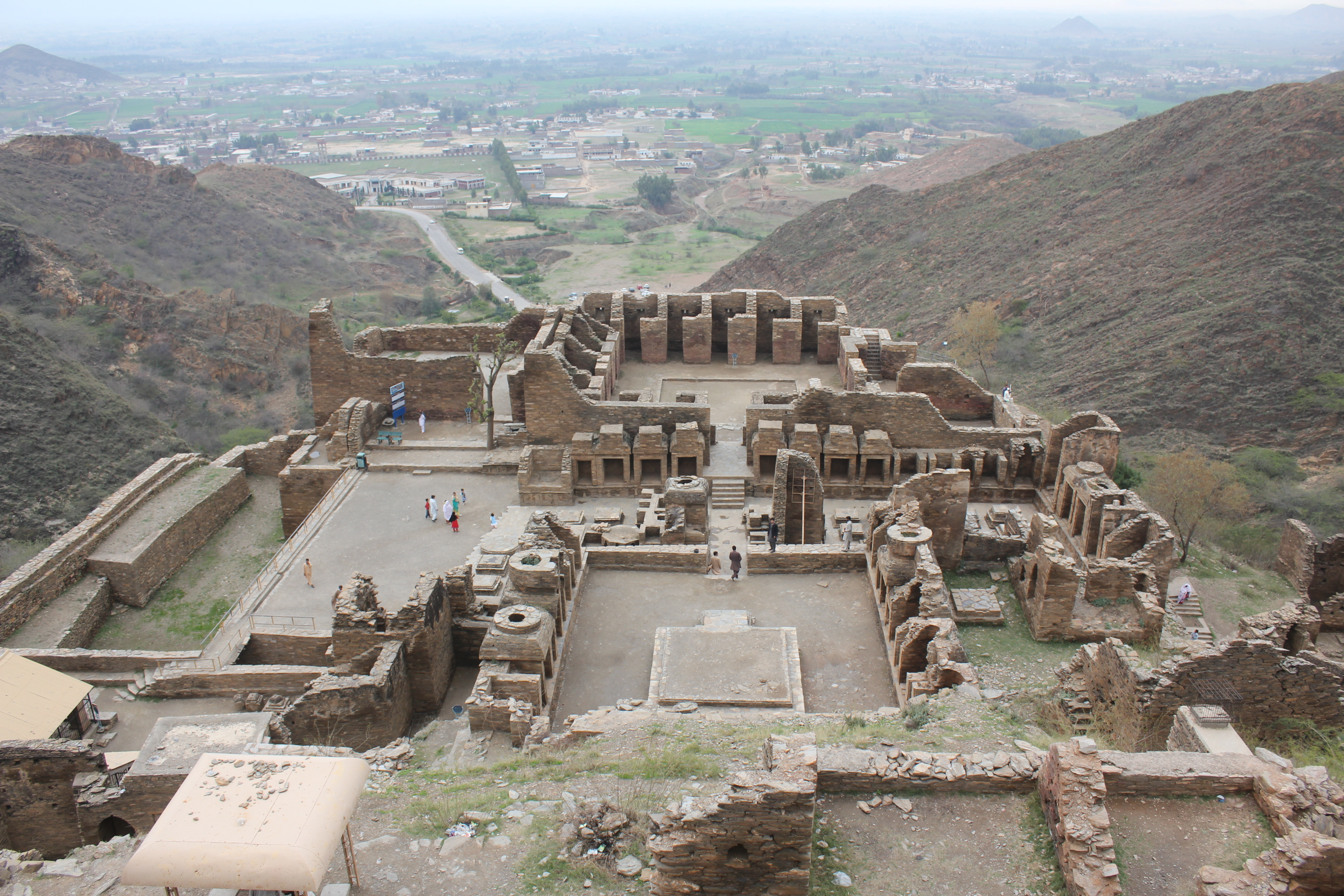
Takht-i-Bahi (Gandhara), fondé au Ier siècle. Vue générale vers la plaine. Centre : plateforme du grand stupa, IIe siècle. Au fond, les cellules des moines.

Les premiers vihara devaient être des constructions simples en bois ou en bambou. Sur les terrains offerts ou mis à la disposition de la Communauté par des nobles ou de riches marchands désireux de gagner du mérite, des structures permanentes en dur apparurent rapidement, situées généralement à proximité des villes ou des grandes voies de communication ; les cénobites commencèrent à concurrencer les moines errants, sans toutefois les remplacer.
Au IIe siècle av. J.-C., la forme générale du vihara était fixée : des cellules de méditation, ou parfois de petites chambres, entourent un espace central ; le vihara est bâti à côté d’un chaitya (stupa), qu’il inclut parfois au fond de l’espace face à la porte. Vihara et chaitya constituent un sangharama, « jardin » ou « résidence » du sangha.
Dans le nord de l’Inde apparurent des formes troglodytes dont Ajanta est un exemple. On en retrouvera plus tard dans les grottes de Mogao. À partir du Ier siècle apparaissent de grands monastères-universités comme Nalanda ou Anuradhapura à Ceylan. Le vihara a donc évolué selon deux grandes direction : temples-monastères de village ou centres universitaires. Les monastères et temples bouddhiques des régions de bouddhisme mahayana et vajrayana, où la retraite de la saison des pluies n’est pas respectée, ont leur propre histoire architecturale et portent des noms différents selon les types et les régions.

## Le vihara moderne
Le vihara moderne typique comprend une salle de méditation entourée de cellules et abrite un autel portant une représentation du Bouddha. Un arbre de la bodhi se trouve à proximité. Comme les moines bouddhistes ne sont jamais cloîtrés, mais libres de se déplacer de lieu en lieu en dehors de la période de vassa (retraite de la saison des pluies), le vihara peut n'abriter que quelques pensionnaires à certaines périodes. Néanmoins, de nos jours, la grande majorité des moines theravada réside en permanence dans un monastère. Les règles qui encadrent la vie dans le vihara sont contenues dans les vinayas (codes monastiques).
En Thaïlande le vihara est devenu un temple, les moines résidant dans des structures appelées wat.

## Emploi du termevihara
Le moine theravādin Walpola Rahula précise qu'au IIIe siècle av. J.-C., durant le règne du roi singhalais Devanampiya Tissa, un monastère était habituellement désigné par les mots vihara ou arama.
L'État indien du Bihar, berceau du bouddhisme, tire son nom des nombreux vihara que l'on trouvait autrefois dans cette région. Il se pourrait que le nom de la ville de Boukhara dérive aussi de ce mot.[réf. nécessaire]
La traduction chinoise de vihara, jīngshè (精舍), n'est pas utilisée pour les temples et les monastères traditionnels, mais est parfois retenue depuis la fin du XXe siècle par des groupes d'étude ou de pratique bouddhique.[réf. nécessaire]

Vihara
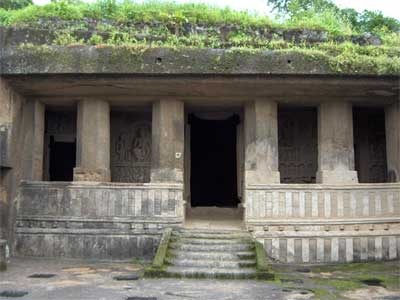
Entrée du vihara de Kanheri.
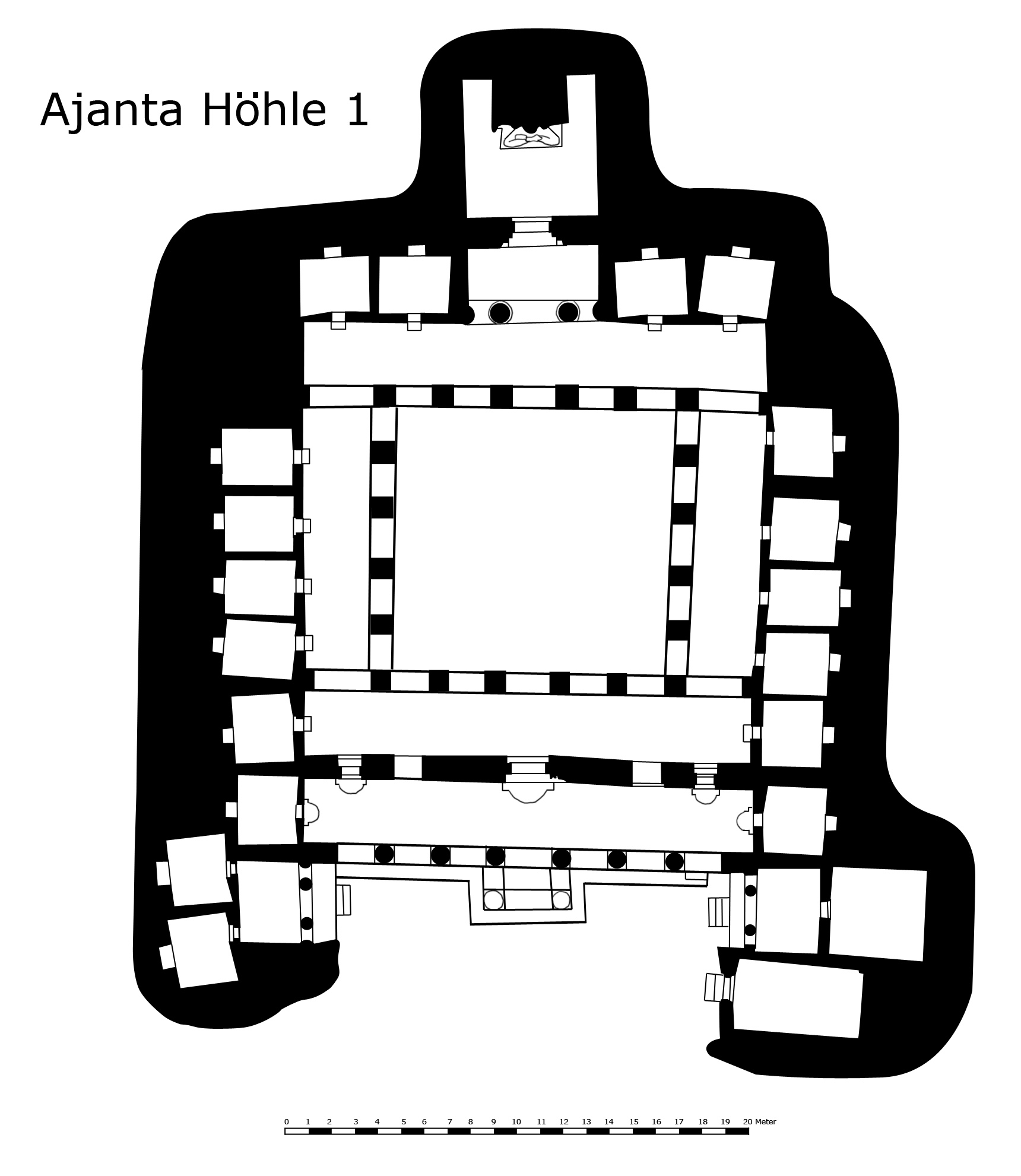
Ajanta, Plan du vihara 1. Au centre, grande salle délimitée par des piliers. Sur les côtés, cellules des moines. Au fond, abside pour la statue de Bouddha.
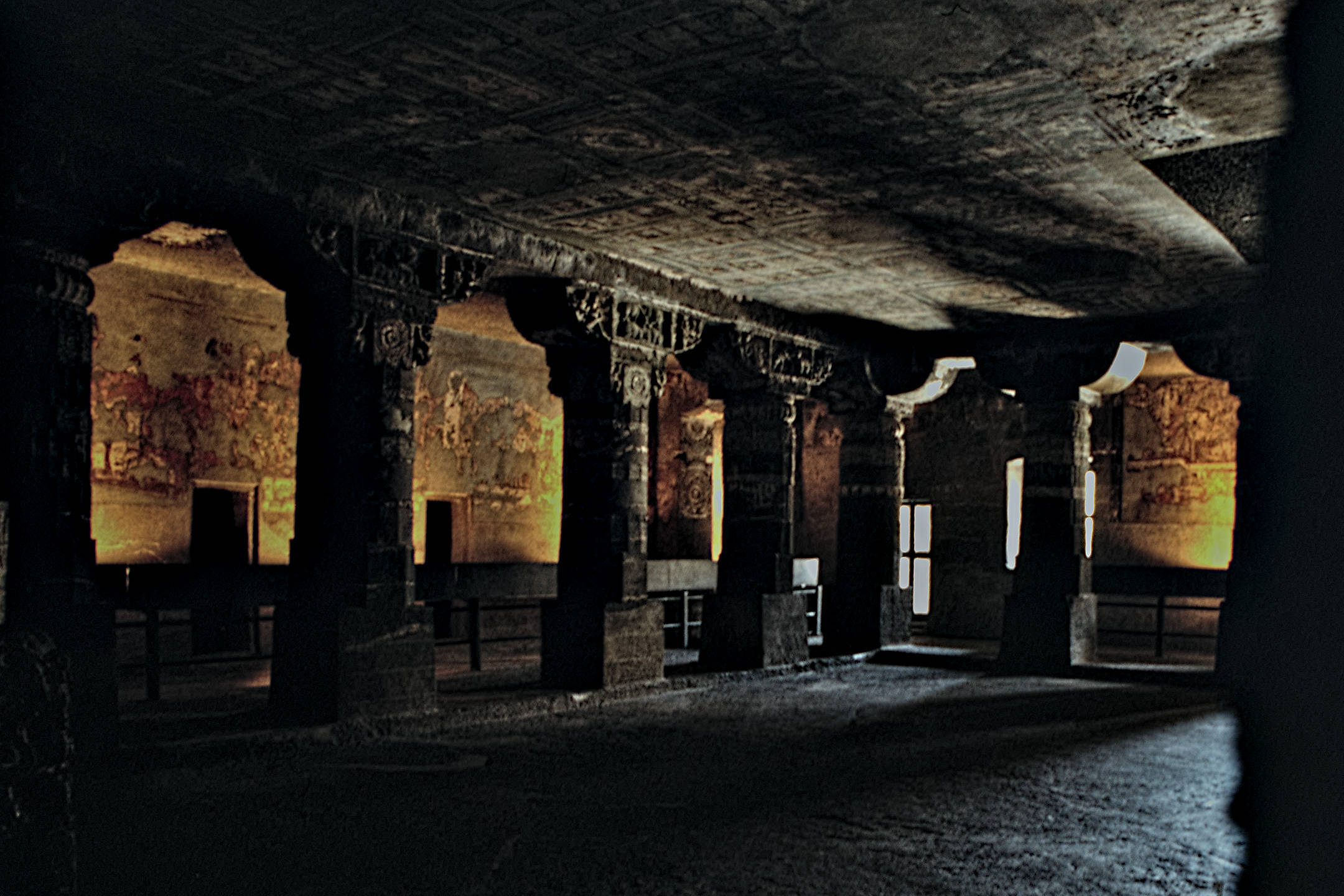
Ajanta, vihara 1. Les cellules.
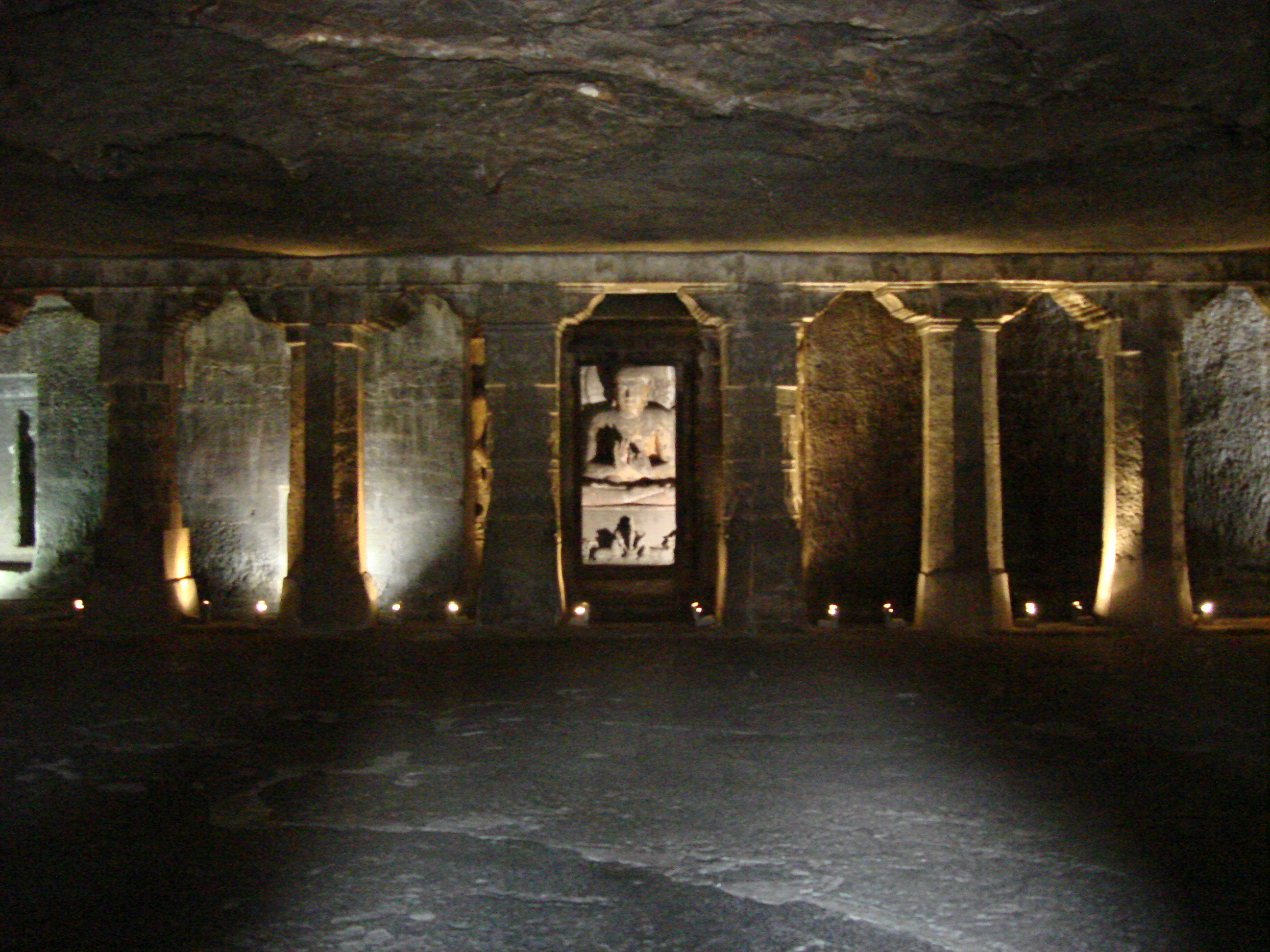
Ajanta, vihara 1. Statue de Bouddha.
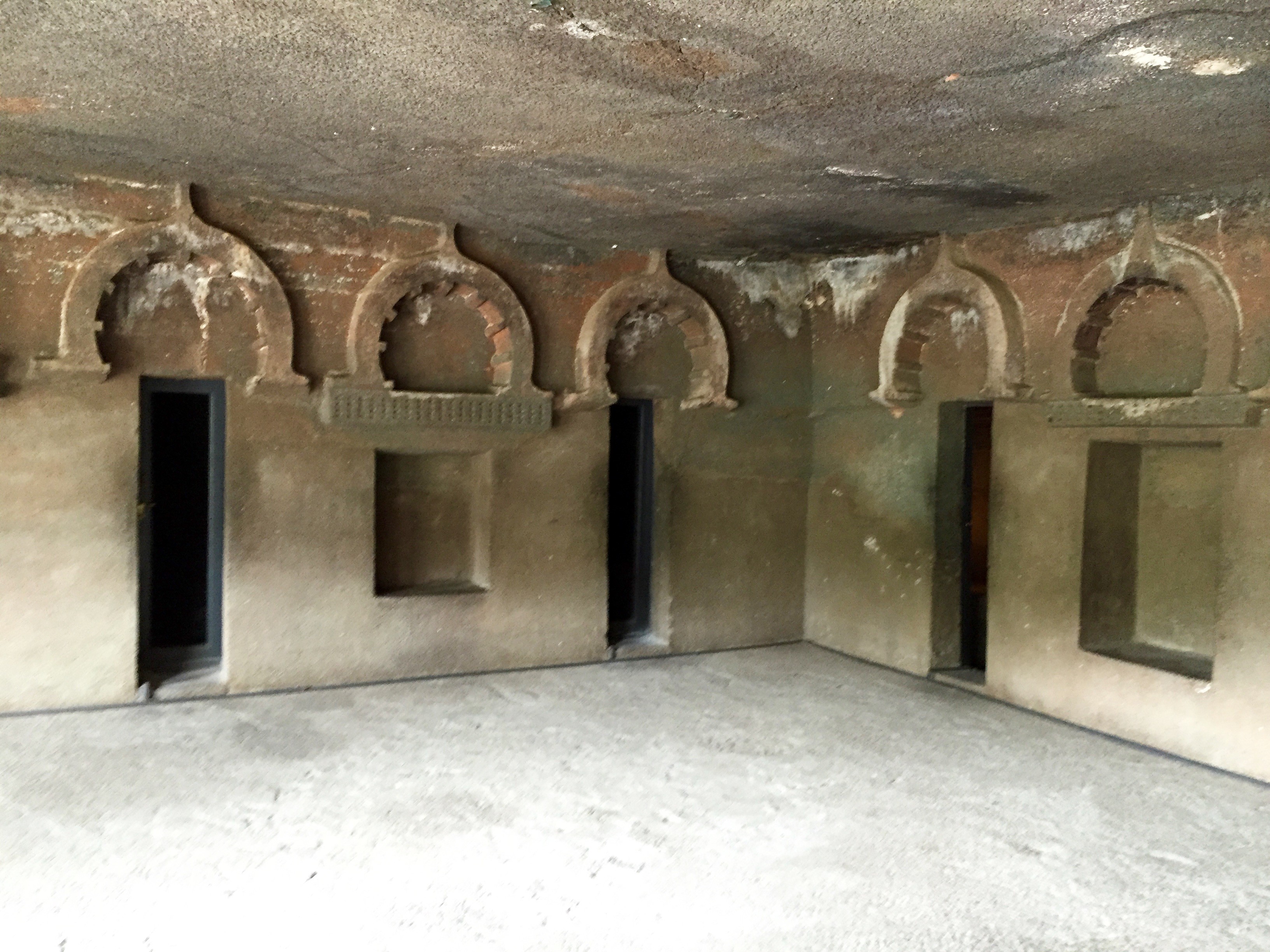
Entrée des cellules dans une grotte d'Ajanta.